# Знаки почтовой оплаты СССР (1981)
Зна́ки почто́вой опла́ты СССР (1981) — перечень (каталог) знаков почтовой оплаты (почтовых марок), введённых в обращение дирекцией по изданию и экспедированию знаков почтовой оплаты Министерства связи СССР в 1981 году.

## Список коммеморативных (памятных) марок
Порядок следования элементов в таблице соответствует номеру по каталогу марок СССР (ЦФА), в скобках приведены номера по каталогу «Михель».
| № по каталогу                        | Изображение | Описание и источники                   | Номинал   | Дата выпуска        | Тираж     | Художник        |
| ------------------------------------ | ----------- | -------------------------------------- | --------- | ------------------- | --------- | --------------- |
| (ЦФА [АО «Марка»] № 5199) (Mi #5081) |             | Серия «Спорт в СССР»: - Бег.           | 0,04 руб. | 18 июня 1981 года   | 7 400 000 | И. Сущенко      |
| (ЦФА [АО «Марка»] № 5200) (Mi #5082) |             | Серия «Спорт в СССР»: - Футбол.        | 0,06 руб. | 18 июня 1981 года   | 6 900 000 | И. Сущенко      |
| (ЦФА [АО «Марка»] № 5201) (Mi #5083) |             | Серия «Спорт в СССР»: - Метание диска. | 0,10 руб. | 18 июня 1981 года   | 6 400 000 | И. Сущенко      |
| (ЦФА [АО «Марка»] № 5202) (Mi #5084) |             | Серия «Спорт в СССР»: - Бокс.          | 0,15 руб. | 18 июня 1981 года   | 4 900 000 | И. Сущенко      |
| (ЦФА [АО «Марка»] № 5203) (Mi #5085) |             | Серия «Спорт в СССР»: - Плавание.      | 0,32 руб. | 18 июня 1981 года   | 4 700 000 | И. Сущенко      |
| (ЦФА [АО «Марка»] № 5249) (Mi #5131) |             | «С Новым, 1982 годом!»: - Герб СССР.   | 0,04 руб. | 2 декабря 1981 года | 4 400 000 | Сергей Горлищев |

## Комментарии
1. ↑  Ниже приведён перечень памятных художественных марок (с возможностью сортировки по номиналу, тиражу и дате введения в обращение).
2. ↑  Серия «Спорт в СССР». На многоцветной марке — бег. Офсетная печать перфорирована: комбинированная гребенчатая зубцовка 12½:12 (на каждые 2 сантиметра края марки приходится 12½:12 зубцов). В марочных листах 36 (6×6) марок[2][6][7].
3. ↑  Серия «Спорт в СССР». На многоцветной марке — футбол. Офсетная печать перфорирована: комбинированная гребенчатая зубцовка 12½:12 (на каждые 2 сантиметра края марки приходится 12½:12 зубцов). В марочных листах 36 (6×6) марок[2][6][7].
4. ↑  Серия «Спорт в СССР». На многоцветной марке — метание диска. Офсетная печать перфорирована: комбинированная гребенчатая зубцовка 12½:12 (на каждые 2 сантиметра края марки приходится 12½:12 зубцов). В марочных листах 36 (6×6) марок[2][6][7].
5. ↑  Серия «Спорт в СССР». На многоцветной марке — бокс. Офсетная печать перфорирована: комбинированная гребенчатая зубцовка 12½:12 (на каждые 2 сантиметра края марки приходится 12½:12 зубцов). В марочных листах 36 (6×6) марок[2][6][7].
6. ↑  Серия «Спорт в СССР». На многоцветной марке — плавание. Офсетная печать перфорирована: комбинированная гребенчатая зубцовка 12½:12 (на каждые 2 сантиметра края марки приходится 12½:12 зубцов). В марочных листах 36 (6×6) марок[2][6][7].
7. ↑  Новогодняя марка «С Новым, 1982 годом!»: на многоцветной марке  (ЦФА [АО «Марка»] № 5249) — Герб СССР и Спасская башня Кремля, многоцветная. Офсетная печать, перфорирована: комбинированная гребенчатая зубцовка 12½:12 (на каждые 2 сантиметра края марки приходится 12½:12 зубцов). В марочных листах 36 (6×6) и малые листы (кляйнбогены) по 16 (4×4) марок[2][9][10].